# La gabbianella e il gatto
La gabbianella e il gatto è un film d'animazione del 1998 diretto da Enzo D'Alò, direttamente tratto dal romanzo Storia di una gabbianella e del gatto che le insegnò a volare dello scrittore cileno Luis Sepúlveda e realizzato da Columbia Pictures e Lanterna Magica.

## Trama
Ad Amburgo una banda di ratti di fogna, guidati dal perfido Grande Topo, rubano tutti i rifiuti e tutto il cibo che riescono a trovare e sono determinati a uscire dalle tubature e ad impadronirsi della città. I gatti del porto Zorba, Colonnello, Segretario, Diderot e il piccolo Pallino sono sempre pronti a fermare i loro attacchi. Una sera i gatti del porto si intrufolano in un cantiere e assistono a un incontro dei ratti; Diderot, gatto intellettuale che possiede un'enciclopedia, pensa di metterli fuori gioco sganciandogli addosso un carico sospeso con una gru. A causa di uno starnuto di Segretario (che stava tentando maldestramente di manovrare la gru premendo a caso i pulsanti del quadro di controllo), però, i ratti scoprono la presenza dei gatti e li inseguono; Zorba li affronta e riesce a cavarsela rimediando solo un morso alla zampa. Sulla strada del ritorno fanno la conoscenza di Bubulina, una bella gatta domestica siamese (essendo atterrati sul balcone della casa del suo padrone), che attrae subito Zorba.
Nel frattempo, al largo della costa, durante una burrasca, una motovedetta si scontra con una petroliera provocando uno sversamento di petrolio nel mare. La mattina seguente uno stormo di gabbiani di ritorno dalla migrazione si ferma presso la costa di Amburgo per cibarsi di aringhe, molto vicino alla pozza di petrolio, chiamato dai gabbiani "la maledizione degli umani"; Kengah, una giovane gabbiana con in grembo il suo primo uovo, immergendosi per prendere dei pesci, non sente l'ordine di decollo di emergenza e, riemergendo, viene investita in pieno dal petrolio. Con molta fatica, dietro suggerimento di un altro gabbiano di nome Igor, riesce a togliersi di dosso parte del petrolio tuffandosi in profondità nell'acqua pulita, a tornare in superficie e a volare finché, esausta, precipita nel giardino della casa di Zorba. Il gatto non intende farle del male e si fa raccontare la sua storia, poi vorrebbe correre dai suoi amici per poterla aiutare, ma la gabbiana, capendo che ormai non le resta più molto tempo da vivere, decide di usare le sue ultime forze per deporre l'uovo e, avendo capito quanto Zorba sia altruista, gli strappa tre promesse: non mangiare l'uovo, averne cura finché non nascerà il piccolo e insegnare a volare al pulcino.
Zorba, commosso, accetta senza realizzare a cosa sta andando incontro e chiede consiglio ai suoi amici. Dopo essersi informati sull'enciclopedia di Diderot, i gatti decidono di usare della benzina per pulire la gabbiana, ma purtroppo, una volta ritornati sul posto dopo essersi procurati la benzina con uno stratagemma, Kengah è già morta dopo aver deposto l'uovo. Zorba accetta le sue responsabilità verso l'uovo e, quando gli amici gli dicono di aver letto sull'enciclopedia che l'uovo deve essere covato per venti giorni, inizia a rimanere sempre a casa per occuparsi dell'uovo, suscitando perplessità negli altri gatti.
Nei giorni successivi, purtroppo, due ratti scoprono il segreto e riportano la notizia al loro capo, che progetta di rapire il nascituro. Un giorno l'uovo si schiude e ne nasce un piccolo gabbiano, che tratta Zorba come se fosse sua madre; i gatti, volendo dargli un nome, per capire se sia un maschio o una femmina, si rivolgono a Rosa dei Venti, una gatta di mare loro amica molto esperta di cuccioli di tutte le specie. Rosa dei Venti capisce che si tratta di una femmina, quindi i gatti la battezzano Fortunata, ritenendo che sia la condizione in cui si è trovata, avendo avuto la fortuna di ritrovarsi sotto la loro protezione. La piccola Fortunata, in seguito soprannominata Fifì, si trova in una situazione difficile: dovrà imparare a conoscersi e capire di non essere un gatto pur vivendo tra gatti. Allo stesso tempo, al fianco degli amici felini, si trova a dover fronteggiare il pericolo dei topi.
Un giorno Pallino, durante un bisticcio, dice per dispetto a Fortunata che Zorba e gli altri gatti la coccolano e la nutrono solo perché la vogliono far ingrassare per mangiarsela, essendo lei non un gatto ma un uccello. Sconvolta, Fortunata scappa via e viene rapita dai ratti. Pallino, pentitosi di aver trattato male Fifì, si intrufola di nascosto nelle fogne per affrontare coraggiosamente il Grande Topo; purtroppo viene catturato anch'egli dai ratti ma, sul punto di essere ucciso e mangiato insieme alla gabbianella, arrivano i gatti del porto, che, grazie ad un astuto stratagemma (sopraggiungono nascosti dentro a un'enorme forma di formaggio, che i topi credono sia un dono per loro in segno di resa), sbaragliano i ratti e liberano Pallino e Fifì.
Fortunata è triste perché continua a pensare a ciò che le ha detto Pallino. Zorba la rassicura, spiegandole che Pallino ha detto una cosa vera e una falsa: è vero che normalmente i gatti mangiano gli uccelli perché è la loro natura, ma loro non potrebbero mai farle del male perché le vogliono bene, tanto più perché è diversa da loro. Nonostante sia felice che lei desideri vivere come loro, il gatto riesce a farle capire che, essendo un gabbiano, Fifì deve comunque imparare a vivere come un gabbiano e a volare per essere libera.
Dopo qualche tempo, i gatti decidono di provare a farla volare, per onorare anche l'ultima promessa fatta da Zorba a Kengah. Consultando l'enciclopedia di Diderot, studiano e provano ogni tipo di metodo e le fanno fare tantissimi esercizi, purtroppo senza risultato, in quanto la gabbiana continua a schiantarsi al suolo.
A questo punto a Zorba viene un lampo di genio: un ottimo modo per cercare di far volare Fifì è farla saltare da un edificio molto alto, ad esempio il campanile della chiesa di San Michele, nel quale però non sarebbe mai possibile entrare senza rivolgersi a qualcuno nel mondo umano, cosa che i gatti da sempre rifiutano di fare, in quanto ritengono che gli umani non potrebbero mai accettare l'idea di dialogare con una specie diversa dalla loro. Zorba tuttavia sostiene che basti scegliere adeguatamente a quale umano rivolgersi, quindi chiede aiuto a Bubulina e alla sua padroncina Nina per portare Fortunata in cima al campanile (nel quale Nina sa come entrare in quanto suo padre, un poeta, ci va spesso a meditare). Arrivati in cima, Zorba rassicura Fifì e la spinge a superare ogni paura. L'affetto nelle parole del gatto dà a Fifì il coraggio che cercava: la gabbiana si lancia in picchiata e, appena prima di toccare terra, finalmente, apre le ali e riesce a levarsi in volo. Ad assistere alla scena ci sono anche il Grande Topo e il suo aiutante. Mentre i gatti, commossi, la salutano, Fifì vola verso il mare e incontra uno stormo di gabbiani, trovando così il suo futuro.

## Distribuzione
Il film è stato distribuito nei seguenti paesi con i seguenti titoli:
| Paese       | Titolo                                                     | Data d'uscita    |
| ----------- | ---------------------------------------------------------- | ---------------- |
| Italia      | La gabbianella e il gatto                                  | 10 dicembre 1998 |
| Francia     | La Mouette et le Chat                                      | 22 dicembre 1999 |
| Regno Unito | Lucky and Zorba                                            | primi anni 2000  |
| Catalogna   | Història d'una gavina i del gat que li va ensenyar a volar | primi anni 2000  |
| Spagna      | Historia de una gaviota y del gato que le enseñó a volar   | 30 giugno 2000   |
| Paesi Bassi | Lucky en Zorba                                             | 5 ottobre 2000   |
| Germania    | Wie Kater Zorbas der kleinen Möwe das Fliegen beibrachte   | 19 ottobre 2000  |
| Belgio      | Lucky en Zorba (olandese)                                  | 25 ottobre 2000  |
| Svezia      | Lyllo och Zorba                                            | 25 dicembre 2001 |
| Danimarca   | Superkatten Zorba                                          | 28 giugno 2002   |

## Colonna sonora
Le musiche originali del film sono di David Rhodes. Il brano principale della colonna sonora, So volare, è stato scritto e interpretato da Ivana Spagna e lanciato come singolo nelle radio in concomitanza con l'uscita del film. Ivana Spagna canta anche Canto di Kengah. Altri brani della colonna sonora sono Non sono un gatto di Leda Battisti, Siamo gatti di Samuele Bersani, Duro lavoro e Noi siamo i topi di Gaetano Curreri e Antonio Albanese.
Nell'edizione DVD distribuita nel Regno Unito dalla Columbia Tristar Home Entertainment, il film contiene sia la colonna sonora italiana sia quella inglese.

## Accoglienza

### Incassi
Il film fu il più grande successo di D'Alò: uscito alla fine del 1998, incassò oltre 12 miliardi di lire ed è il suo film più famoso nonché la pellicola d'animazione italiana di maggior successo commerciale.

## Riconoscimenti
- 1999 – Nastro d'argento
  - Nastro d'argento speciale a Enzo D'Alò per un film d'animazione prodotto in Italia[6]
- 2000 – Montréal International Children's Film Festival
  - Premio della Giuria a Enzo D'Alò per il film più originale[7]
- 1999– Festival internazionale del film d'animazione di Annecy
  - Candidatura miglior lungometraggio

## Il possibile sequel
Poco tempo dopo l'uscita del film, il regista e l'autore del libro pensarono ad un sequel che doveva riguardare il ritorno di Fortunata da Zorba e dagli altri gatti per deporre il suo primo uovo e far conoscere al nuovo pulcino i suoi parenti adottivi gatti. I ruoli nella trama si sarebbero invertiti, in quanto la gabbiana avrebbe dovuto aiutare i gatti a risolvere i loro problemi.